# Heinrich Schläppi
Heinrich Schläppi (* 30. April 1905 in Leysin; † 18. Februar 1958) war ein Schweizer Bobfahrer und Olympiateilnehmer von 1924. 
Gemeinsam mit Eduard Scherrer, Bruder Alfred Schläppi und Alfred Neveu gewann Heinrich Schläppi im Bob Acrobate Gold bei den I. Olympischen Winterspielen 1924 in Chamonix.